# Serafín María de Soto

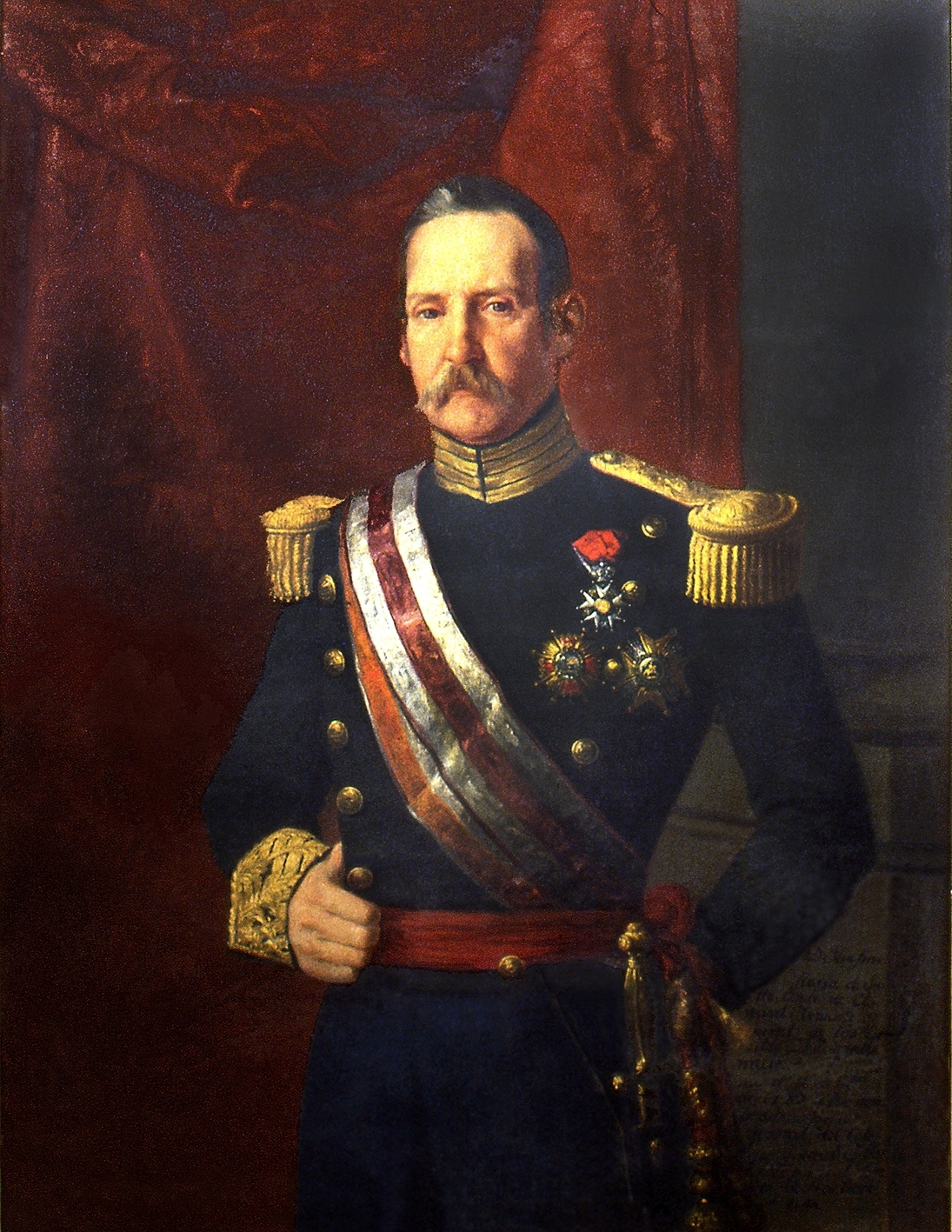
Serafín María de Sotto. (Museo del Ejército).

Serafín María de Sutton (de Sotto / de Soto) y Abbach Langton Casaviella, Graf (Conde) von Clonard, Markgraf (Marqués) von Granada (* 12. Oktober 1792 in Barcelona; † 23. Februar 1862 in Madrid) war ein spanischer Generalleutnant, Militärhistoriker, Politiker und Regierungspräsident Spaniens (Presidente del Gobierno).

## Leben

### Familie und Militärische Laufbahn
Der Sohn des aus Irland stammenden Feldmarschall (Marescal de Campo), Raimundo de Sotto Langton, und der italienischen Markgräfin (Marquesa) Ramona Abbach Casaviella war später Oberhaupt des Hauses Sutton – Dudley de Clonard und dadurch auch Führer der Jakobiten in Spanien.
Im Alter von fast zwölf Jahren trat er am 21. April 1804 als Kadett in das Königliche Garderegiment (Regimiento de Reales Guardias Españolas) ein. Am 12. Oktober 1805 wurde er in das 3. Bataillon des Regiments in die Garnison Barcelona verlegt. Als Teilnehmer des Unabhängigkeitskrieges von 1808 bis 1813 stand er oftmals auch unter dem Befehl seines Vaters.
Während des Ersten Carlistenkriegs wurde er 1836 als Unterstützer der Regentin Maria Christina von Sizilien selbst zum Feldmarschall (Mariscal de Campo) befördert.

### Herrschaft von Isabella II., Regierungspräsident und letzte Lebensjahre
Am 14. April 1840 wurde er zum Kriegsminister (Ministro de Guerra) in das Kabinett von Evaristo Pérez de Castro Brito berufen, dem er bis zum 19. Juli 1840 angehörte.
Nach dem Sturz der Regentin Maria Christina durch die von General Baldomero Espartero angeführt Revolte am 10. Oktober 1840 ging er ins Exil nach Frankreich. Erst nach dem Sturz Esparteros kehrte er 1844 nach Spanien zurück und wurde danach zum Direktor des Militärkollegiums (Colegio General Militar) von Toledo ernannt. 1846 erfolgte dann seine Beförderung zum Generalleutnant (Teniente General).
Für seine politische Verdienste wurde er am 10. Dezember 1846 zum Senator auf Lebenszeit (Senador Vitalicio) ernannt.
Als Vertreter des konservativen Flügels der Partido Moderado wurde er nach Entlassung von Ramón María Narváez durch Königin Isabella II. aufgrund des Vorschlages von deren Ehemann Francisco de Asís María Fernando de Borbón y Borbón-Dos Sicilias und des Erzbischofs von Toledo Juan José Kardinal Bonel y Orbe am 19. Oktober 1849 zum Regierungspräsidenten Spaniens (Presidente del Gobierno) ernannt. Zugleich übernahm er wieder das Amt des Kriegsministers.
De Soto konnte jedoch seine Minister aufgrund des Einflusses des Königingemahls und des Erzbischofs nicht frei auswählen, so dass das Ergebnis der Regierungsbildung ein ultrakonservatives Kabinett war, das sich der geschlossenen Opposition der Partido Progresista und der öffentlichen Meinung gegenübersah. Dies führte zu einer Meinungsänderung (Reconsideration) der Königin und der Ernennung von Narváez bereits am 20. Oktober 1849. Aufgrund der nur siebenundzwanzigstündigen Amtszeit ging De Sotos Kabinett als Gabinete Relámpago (Blitzkabinett) in die spanische Regierungsgeschichte ein.
Im Anschluss daran wurde er zunächst in die Kaserne von Jaén beordert. Kurz darauf wurde er erneut zum Direktor des Militärkollegiums von Toledo ernannt. Diesmal wurde er allerdings in diesem Amt als Privatperson abgefunden. In diesem „Exil“ erhielt er bald darauf jedoch den Befehl zur Bildung der Königlichen Kommission (Comisión Regia), die der Keim der spanischen Geheimdienste und Spionageabwehr sein sollte. Während dieser Zeit entstand auch sein Spitzname El Lobo solitario (Der einsame Wolf).
1853 wurde er dann zunächst zum Vizepräsidenten der Militär- und Marinesektion des Kronrates (Consejo Real) ernannt, ehe er von 1854 bis 1858 schließlich Präsident der Sektion war.

### Militärhistoriker
Aufgrund seiner langjährigen militärischen Erfahrungen erwarb er sich später auch den Ruf eines anerkannten Militärhistorikers. Als solcher war er auch Verfasser mehrerer militärgeschichtlicher Fachbücher:
- Memoria para la Historia de las tropas de la Casa Real de España, 1824 (Erinnerungen zur Geschichte der Truppen des Königlichen Hauses von Spanien)
- Memoria histórica de las academias militares de España, 1847 (Historische Erinnerungen an die Militärschulen von Spanien)
- Historia orgánica de las armas de Infantería y Caballería españolas, 1851–1859 (Organische Geschichte der Waffen der Spanischen Infanterie und Kavallerie)
- Álbum de la Infantería española, 1861 (Album der Spanischen Infanterie)
- Álbum de la Caballería española, 1861 (Album der Spanischen Kavallerie)

### Auszeichnungen
Für seine militärischen und politischen Leistungen erhielt er unter anderem folgende Auszeichnungen:
- Großkreuz des Ordens des heiligen Hermenegild
- Großkreuz des Ordens de Isabel la Católica
- Ritter der französischen Ehrenlegion (Kreuz)